# Junk Bond
Ein Junk Bond (oder Hochzinsanleihe, Ramschanleihe, Schrottanleihe; englisch junk bond oder englisch high yield bond) ist der Anglizismus für eine Anleihe eines Emittenten von schlechter Bonität.

## Allgemeines
Als Ausgleich für das vom Anleger zu tragende hohe Emittentenrisiko wegen des Ausfallrisikos des Schuldendienstes erhält dieser einen höheren Anleihezins als vergleichbare risikolose Staatsanleihen – dieser Zusammenhang erklärt die Bezeichnung Hochzinsanleihe. Dabei ist zu berücksichtigen, dass der Begriff Hochzinsanleihe unscharf ist, weil während eines Hochzinsniveaus alle Neuemissionen zu Hochzinsanleihen werden und sie sich dann begrifflich nicht mehr von Junk Bonds unterscheiden. Nicht das Zinsniveau bestimmt den Begriffsinhalt, sondern die Bonität.
Der Anleger als Käufer und Gläubiger von Anleihen hat ein Interesse daran, jederzeit sein Forderungsrisiko einschätzen zu können. Dazu kann er eine Bonitätsbewertung (Rating) des Emittenten selbst vornehmen oder sich auf die Bewertung durch gewerbliche Ratingagenturen stützen. Je nach Höhe des Ausfallrisikos der Zins- und Rückzahlungen werden Emittenten hierbei in gute bis schlechte Ratingklassen eingestuft. Die schlechtesten Ratingklassen (hohes Ausfallrisiko) werden mit dem Sammelbegriff „spekulativ“ (englisch non-investment grade oder junk) zusammengefasst; die hierunter fallenden Anleihen werden als Schrottanleihen (englisch junk bonds) bezeichnet. Bei den Ratingcodes der großen Ratingagenturen werden üblicherweise die Klasse „BB“ bzw. „Ba“ und alle schlechteren als spekulativ eingruppiert.
Da die Bonität des Emittenten als schlecht eingestuft ist, trägt der Gläubiger der Schrottanleihe ein hohes Risiko für Verzögerungen und Ausfall der vereinbarten Zins- und Rückzahlungen.
Man kann Schrottanleihen in zwei Gruppen, nämlich leicht spekulativ (englisch quality junk) und hochspekulativ (englisch real junk) aufteilen. Bei Standard & Poor’s werden so die Bonitätsnoten BB und B als leicht spekulativ, CCC und schlechter als hochspekulativ zugeordnet. Schrottanleihen versprechen gegenüber Standardanleihen höhere Renditen bei gleichzeitiger Inkaufnahme einer höheren Ausfallwahrscheinlichkeit. Die höheren Ausfallwahrscheinlichkeiten von Schrottanleihen werden durch die empirischen Untersuchungen von Altman und Asquith/Mullins/Wolff bestätigt. Eine empirische Studie zum US-amerikanischen Kapitalmarkt von Blume/Keim weist nach, dass im Zeitraum von Januar 1977 bis Juni 1991 die langfristige Durchschnittsrendite von Schrottanleihen 10,3 % betrug. Sie lag somit in diesem Zeitraum über den Durchschnittsrenditen der Anleihen von Unternehmen mit höherer Bonität (9,8 %) und von langfristigen Staatsanleihen (8,9 %). Dieser Unterschied in der Rendite heißt auch Spread; je höher er ausfällt, umso eher handelt es sich um einen Junk Bond.
Während sich Unternehmen mit guter Bonität im Allgemeinen sofort externe liquide Mittel für temporäre Engpässe besorgen können, fehlt den Emittenten von Schrottanleihen diese Flexibilität; ihnen stehen weniger Optionen zur Beschaffung von Liquidität für den Schuldendienst zur Verfügung.

## Geschichte
Michael Milken gilt als „König der Junk-Bonds“, nachdem er seit Januar 1969 für die New Yorker Investmentbank Drexel Harriman Ripley (später: Drexel Burnham Lambert) gearbeitet hatte. Er untersuchte den überdurchschnittlich hohen Zinsertrag (englisch high yield) der Schrottanleihen, die von überraschend in eine Unternehmenskrise geratenen Emittenten (englisch falling angels) ausgegeben wurden, im Verhältnis zum vorhandenen Rückzahlungsrisiko. Diese ursprünglich einmal gut bewerteten Unternehmensanleihen können durch Verschlechterung der Bonitätseinstufung des Emittenten (Ratingmigration) während der Anleihelaufzeit zu Schrottanleihen werden. Der Öl- und Gasförderer Texas International Incorporated (TEI) gilt als das erste Unternehmen, das im April 1977 Schrottanleihen zu einem Nominalzins von 11,5 % (damalige US-Prime rate: 6,5 %) emittierte. Die 1982 einsetzende Liberalisierung des US-Bankenmarkts ermöglichte den Erwerb von Anleihen durch Banken und Sparkassen. Sie kauften wegen der attraktiven Rendite auch Ramschpapiere und ließen die vergleichsweise höheren Risiken weitgehend außer Acht. Milken sorgte dafür, dass Schrottanleihen dem emittierenden Unternehmen höhere Erlöse einbrachten als geplant (durch Platzierung zum „best effort“) und veranlasste diese Unternehmen, vom Mehrerlös Schrottanleihen anderer Firmen zu erwerben. Drexel beherrschte schließlich den Junk-Bond-Markt. Im Jahre 1985 wurden 50 % aller Buy-outs in den USA über Schrottanleihen finanziert. Der Markt für Schrottanleihen stieg in den USA von 7 Milliarden $ (1970) über 59 Milliarden $ (1985) bis auf 146 Milliarden $ (1988). 1987 brach der Markt für Schrottanleihen während des Börsenkrachs vom 19. Oktober 1987 zusammen, gefolgt von einer Krise bei den US-Sparkassen, die im großen Stil Schrottanleihen erworben hatten. Diese wurden aufgrund eines Gesetzes ab 1989 saniert. Drexel meldete im Februar 1990 Konkurs an.
Als Mitte 1989 das Kaufhaus-Imperium von Robert Campeau seine Zinsen auf Schrottanleihen nicht mehr zahlen konnte und kurz danach in Konkurs ging, verunsicherte dies den Markt zusätzlich. Das wurde verstärkt, als im Oktober 1989 das Buy-out der US-Fluggesellschaft United Airlines scheiterte; der Markt für Schrottanleihen brach zusammen. Im Jahre 1991 fielen 10,6 % aller Ramschanleihen aus und wurden von den Schuldnern nicht mehr bedient. Im Mai 2001 emittierte WorldCom die größte Anleihe in der amerikanischen Unternehmensgeschichte im Wert von 11,9 Milliarden $ mit einer Rendite von 8,3 % (Prime rate: 7,0 %) und musste im Juli 2002 Konkurs anmelden. Diese vom Volumen größte Schrottanleihe aller Zeiten wurde nicht mehr bedient.

## Arten
Je nachdem, ob eine Hochzinsanleihe bereits seit ihrer Emission oder erst später zur Schrottanleihe wird, unterscheidet man zwischen „Fallen Angels“ und „geborenen Junk Bonds“:
- „Fallen Angels“ sind Junk-Bonds von ehemals gut gerateten Emittenten, deren Bonität sich während der Anleihelaufzeit verschlechtert hat.[13] Dies drückt sich in fallenden Anleihekursen aus, wodurch die Anleihenrendite steigt. Der Investor hat zunächst in ein gutes Anleiherisiko investiert, es verschlechtert sich jedoch durch weitere Bestandshaltung.
- „Geborene Junk Bonds“ indes sind Anleihen, die von schlecht gerateten Emittenten herausgegeben werden.[14] Bei ihnen hat sich der Gläubiger von vornherein bewusst für ein höheres Anlagerisiko entschieden. Er geht davon aus, dass der Anleiheschuldner wirtschaftlich gesundet oder saniert wird und seine Anleihen vollständig zurückzahlen kann.

Bei beiden Arten besteht ein hohes Insolvenzrisiko für Anleihegläubiger.

## Zweck
Schrottanleihen spielten bei der Finanzierung der US-amerikanischen Fusionswelle seit 1980 eine herausragende Rolle. Fast 20 % der Unternehmensübernahmen, die im Jahr 1985 mit Unternehmensanleihen finanziert wurden, wurden mit Schrottanleihen finanziert. Die Gesellschaft, die ein anderes Unternehmen feindlich übernehmen wollte, gründete eine Holding, die kaum über eigenes Vermögen verfügte. Sodann wurden hochverzinsliche Anleihen herausgegeben, um mit dem Gegenwert der Emission der Schrottanleihen die Firmenübernahme zu finanzieren. Verlief die feindliche Übernahme erfolgreich, wurden die Schuldverschreibungen aus dem Vermögen des übernommenen Unternehmens getilgt. Schlug die versuchte Übernahme fehl, ging die Dachgesellschaft in Konkurs und die Spekulanten bekamen nur einen Teil des ursprünglich eingesetzten Kapitals zurück.
Ramschanleihen dienten auch zur Finanzierung von Management-Buy-outs und Leveraged Buy-outs. In beiden Fällen besaßen die Firmenerwerber nicht das für die Kaufpreisfinanzierung erforderliche Kapital und mussten teilweise Schrottanleihen zur Finanzierung herausgeben. Staatsschuldenkrisen haben auch zur Einstufung von Staatsanleihen aufgrund schlechter Bonität des Staats als Schrottanleihen geführt. Dazu gehörten die Finanzkrisen vor allem während der Argentinien-Krise und der Griechenlandkrise. Viele Gläubiger von Staatsanleihen (Staaten, Banken, Versicherungen, Privatpersonen) hatten diese Anleihen zu einem Zeitpunkt erworben, als die schuldenden Staaten noch vertretbare Ratings aufwiesen. Die Investoren mussten mit ansehen, wie sich ihr Risiko durch Verschärfung der Staatskrisen bis hin zum Schuldenerlass verschlechterte. Es trifft also nicht zu, dass die frühen Investoren bewusst höhere Risiken eingegangen sind. „Geborene Junk Bonds“ sind für Unternehmen oder Staaten mit wirtschaftlichen Schwierigkeiten meist die einzige Form der Geldbeschaffung, da Banken das höhere Kreditrisiko nicht (mehr) eingehen wollen und keinen Kredit mehr gewähren und Aktienemissionen möglicherweise nicht mehr platziert werden können.
Die Geldanlage in Schrottanleihen ist Teil eines spekulativ ausgerichteten Depots. Der Kauf solcher Finanzprodukte sollte nur als Beimischung zu risikoärmeren Anlageformen erfolgen. Die intensive Beobachtung der Wertentwicklung ist aufgrund hoher Volatilität für den Privatinvestor ratsam. Mit dem Erwerb von Anteilen an darauf spezialisierten Investmentfonds, die den Kauf von Schrottanleihen im Rahmen ihrer Anlagestrategie verfolgen, kann man das Risiko streuen.

## Handelsrechtliche Aspekte
Werden auf spekulativ („Junk-Status“) heruntergestufte Anleihen von bilanzierenden Unternehmen im Bestand gehalten, so kann für Bilanzierungszwecke nicht mehr von einer hundertprozentigen Rückzahlungswahrscheinlichkeit ausgegangen werden. Hierbei ist in Deutschland zwischen Nichtbanken und Kreditinstituten zu unterscheiden.

### Nichtbanken
Das Prinzip vorsichtiger Bewertung ist in § 252 Abs. 1 Nr. 4 HGB normiert, insbesondere sind danach alle vorhersehbaren Risiken und Verluste, die bis zum Bilanzstichtag entstanden sind, zu berücksichtigen. Konkret wird dann in § 253 Abs. 4 HGB gefordert, dass Wertpapiere des Umlaufvermögens mit dem sich am Bilanzstichtag ergebenden niedrigeren Börsen- oder Marktpreis anzusetzen sind (strenges Niederstwertprinzip). Befinden sich die Schrottpapiere im Finanzanlagevermögen, sind sie nach § 253 Abs. 3 HGB nur bei voraussichtlich dauernder Wertminderung um außerplanmäßige Abschreibungen zu korrigieren (mildes Niederstwertprinzip).
Forderungen gelten nach IAS 39.58 als wertgemindert, wenn ein objektiver Hinweis für einen Wertminderungsverlust vorliegt. Eine Forderung oder eine Gruppe von Forderungen gilt als wertgemindert und ein Wertminderungsverlust als entstanden, wenn:
- objektive Hinweise auf eine Wertminderung infolge eines Verlustereignisses vorliegen, das nach der erstmaligen Erfassung des Finanzinstruments und bis zum Bilanzstichtag eingetreten ist (Verlustereignis),
- das Verlustereignis einen Einfluss auf die geschätzten zukünftigen Cashflows des finanziellen Vermögenswerts oder der Gruppe finanzieller Vermögenswerte hatte und
- eine verlässliche Schätzung des Verlustbetrags vorgenommen werden kann.

IAS 39.59 nennt beispielhaft einige Verlustereignisse wie erhebliche finanzielle Schwierigkeiten des Schuldners oder Vertragsbruch. Liegt ein objektiver Hinweis auf eine Wertminderung vor, so ist das Wertpapier ergebniswirksam abzuschreiben (IAS 39.63).

### Kreditinstitute
Bei Banken ist zu prüfen, ob die Schrottanleihen im Finanzanlagevermögen (Anlagebuch) verbucht sind, zur Liquiditätsreserve gehören oder einen Teil des Handelsbestandes (Handelsbuch) bilden. Für Wertpapiere, die im Anlagebuch aktiviert sind, gilt das gemilderte Niederstwertprinzip des § 253 Abs. 3 HGB, während Wertpapiere der Liquiditätsreserve und des Handelsbuchs nach § 253 Abs. 4 HGB zu bewerten sind. Für Wertpapiere des Handelsbuchs gilt zusätzlich § 340e Abs. 3 HGB (Zeitwertprinzip). Umgliederungen von Wertpapieren des Handelsbestands in den Anlagebestand sind nicht statthaft, es sei denn, außergewöhnliche Umstände, insbesondere schwerwiegende Beeinträchtigungen der Handelbarkeit der Finanzinstrumente, führen zu einer Aufgabe der Handelsabsicht durch das Kreditinstitut (§ 340e Abs. 3 Satz 3 HGB). Nach IAS ist zu Bewertungszwecken davon auszugehen, dass die Schrottanleihen auf einem inaktiven Markt gehandelt werden, weil sich Käufer und/oder Verkäufer vollständig und längerfristig zurückgezogen haben und eine Marktliquidität nicht mehr feststellbar ist.

## Sonstiges
Bei „Junk Convertibles“ hat sich die Kreditwürdigkeit des Emittenten seit Emission der Wandelanleihe derart verschlechtert, dass neben dem Aktienpreis auch der Barwert (englisch Straight Value) der versprochenen Zins- und Tilgungszahlungen aufgrund sich ausweitender Credit Spreads stark gesunken ist. Ihr Wert beruht fast nur noch auf der (geringen) Rückzahlungswahrscheinlichkeit der Anleihekomponente. Je schlechter die Bonität des Emittenten ist, umso höher ist der Credit Spread und desto niedriger ist der Wert der Anleihekomponente bzw. der Straight Value. Damit unterliegt auch der Gläubiger einer Wandelanleihe dem Risiko des Totalverlustes, wenn die Kreditwürdigkeit des Emittenten sinkt und dessen Aktienkurse fallen.